# Radioisotope primordial
Un radioisotope primordial est un nucléide primordial qui est radioactif ; les radioisotopes primordiaux sont au nombre de 36 sur 288 nucléides primordiaux. 
Seuls 11 ont une demi-vie inférieure à 10 fois l'âge de l'univers. Parmi ceux-ci : 
- Deux n'ont pas encore été détectés avec certitude dans le milieu naturel : le plutonium 244 et le samarium 146.
- Trois ont une chaîne de désintégration : il s'agit des radioisotopes lourds 232Th (demi-vie de 14 milliards d'années), 238U (demi-vie de 4,5 milliards d'années, environ trois fois moins abondant que le thorium), et 235U (demi-vie de 700 millions d'années, abondance de l'ordre de 0,7 % de l'uranium).
- Plusieurs sont utilisés dans des méthodes de datation : le 40K est par exemple utilisé dans le cadre de la datation par le potassium-argon.

Les 36 radionucléides primordiaux sont listés par ordre de stabilité, du plus stable au moins stable. L'isotope instable avec la plus longue demi-vie connue (2,4×1024 années) est le tellure 128. Seuls six de ces 36 nucléides ont une demi-vie inférieure ou égale à l'âge de l'univers. Les 30 restant ont des demi-vies bien plus longues. La plupart des radioisotopes primordiaux à très longue demi-vie (notamment ceux de période radioactive supérieure à celle du bismuth 209, 1,9×1019 ans) se désintègrent suivant le mode 2νββ, et sont découverts radioactifs par des méthodes géochimiques, en analysant les compositions isotopiques des roches et leurs anomalies. On peut de la même manière étudier des radioactivités éteintes, et la précision des données expérimentales (telle que la détermination de la demi-vie) dépend partiellement de la précision des mesures des rapports isotopiques.

## Liste des radioisotopes primordiaux
| nucléide  | demi-vie  | demi-vie  | ratio de la demi-vie sur l'âge de l'univers | Activité massique                           | Commentaires |
| nucléide  | en s      | en années | ratio de la demi-vie sur l'âge de l'univers | Activité massique                           | Commentaires |
| --------- | --------- | --------- | ------------------------------------------- | ------------------------------------------- | --- |
| 128Te     | 7,6×1031  | 2,4×1024  | 1,7×1014                                    | 1 désintégration par 674 ans par g de 128Te | Découvert radioactif en 1991 c'est le moins radioactif des radioisotopes primordiaux. Sa demi-vie a été réévaluée en 2008.                 |
| 124Xe     | 5,7×1029  | 1,8×1022  | 1,3×1012                                    |                                             | Découvert radioactif en 2019, par double capture électronique.                                                                             |
| 78Kr      | 2,9×1029  | 9,2×1021  | 6,8×1011                                    |                                             | Radioactivité décrite en 2013 |
| 136Xe     | 6,82×1028 | 2,16×1021 | 1,6×1011                                    |                                             | Découvert radioactif en 2011, sa demi-vie a été réévaluée en 2014                                                                          |
| 76Ge      | 4,7×1028  | 1,5×1021  | 1,1×1011                                    |                                             | Découvert radioactif en 1990. |
| 130Te     | 2,2×1028  | 7,0×1020  | 5,1×1010                                    |                                             | Découvert radioactif en 1991, sa demi-vie est encore discutée (entre 6,8 et 9 ×1020 années)                                                |
| 130Ba     | 1,9×1028  | 6,0×1020  | 4,3×1010                                    |                                             | Découvert radioactif en 2001, sa demi-vie a été réévaluée en 2009.                                                                         |
| 82Se      | 2,9×1027  | 9,2×1019  | 6,7×109                                     |                                             | Découvert radioactif en 1986. |
| 48Ca      | 1,4×1027  | 4,4×1019  | 3,2×109                                     |                                             | Découvert radioactif en 1996. |
| 116Cd     | 8,8×1026  | 2,8×1019  | 2,0×109                                     |                                             | Découvert radioactif en 1995. |
| 96Zr      | 7,3×1026  | 2,3×1019  | 1,7×109                                     |                                             | Découvert radioactif en 1993. |
| 209Bi     | 6,0×1026  | 1,9×1019  | 1,4×109                                     | ~3 mBq/kg                                   | Découvert radioactif en 2003, c'est l'isotope le moins radioactif connu par désintégration α.                                              |
| 150Nd     | 2,6×1026  | 8,2×1018  | 5,9×108                                     |                                             | Découvert radioactif en 1995. |
| 100Mo     | 2,4×1026  | 7,6×1018  | 5,5×108                                     |                                             | Découvert radioactif en 1991. |
| 151Eu     | 1,5×1026  | 4,6×1018  | 3,3×108                                     |                                             | Découvert radioactif (par désintégration α) en 2007, sa demi-vie a été révisée en 2014.                                                    |
| 180W      | 3,5×1025  | 1,1×1018  | 8,0×107                                     |                                             | Découvert radioactif (α) en 2002. L'isotope induit une radioactivité de l'ordre de 2 désintégrations par an dans 1 g de tungstène naturel. |
| 50V       | 4,4×1024  | 1,4×1017  | 1,0×107                                     | 1,9 Bq/kg                                   | L'eau de mer est en moyenne plus radioactive : 12 Bq/kg (en 40K)                                                                           |
| 113Cd     | 2,5×1023  | 8,0×1015  | 5,8×105                                     |                                             | Demi-vie mesurée en 2009. |
| 148Sm     | 2,0×1023  | 6,4×1015  | 4,6×105                                     |                                             | La demi-vie (par désintégration α) a été évaluée dès 1967, mais revue à la hausse depuis.                                                  |
| 144Nd     | 7,2×1022  | 2,3×1015  | 1,7×105                                     | 40 Bq/kg                                    | |
| 186Os     | 6,3×1022  | 2×1015    | 1,4×105                                     |                                             | La demi-vie (par désintégration α) a été déterminée en 1975.                                                                               |
| 174Hf     | 6,3×1022  | 2×1015    | 1,4×105                                     |                                             | Même demi-vie que l'osmium 186, aux incertitudes près.                                                                                     |
| 115In     | 1,4×1022  | 4,4×1014  | 3,2×104                                     |                                             | Il se désintègre par voie β−. |
| 152Gd     | 3,5×1021  | 1,1×1014  | 8,0×103                                     |                                             | Se désintègre par voie α. |
| 190Pt     | 1,2×1019  | 3,9×1011  | 28                                          |                                             | La valeur de la demi-vie est encore discutée (entre 320 et 650 milliards d'années suivant les sources).                                    |
| 147Sm     | 3,41×1018 | 1,08×1011 | 7,8                                         | 834 Bq/g                                    | C'est le principal responsable de la radioactivité du samarium naturel, de 128 Bq/g                                                        |
| 138La     | 3,27×1018 | 1,04×1011 | 7,5                                         | 925 Bq/g                                    | |
| 87Rb      | 1,56×1018 | 4,93×1010 | 3,6                                         | 3082 Bq/g                                   | Utilisé dans la datation par le rubidium-strontium                                                                                         |
| 187Re     | 1,36×1018 | 4,30×1010 | 3,1                                         | 1645 Bq/g                                   | Utilisé dans la datation par le rhénium-osmium                                                                                             |
| 176Lu     | 1,20×1018 | 3,79×1010 | 2,7                                         | 1983 Bq/g                                   | |
| 232Th     | 4,42×1017 | 1,40×1010 | 1,0                                         | 4067 Bq/g                                   | Utilisé dans la datation par l'uranium-thorium                                                                                             |
| 238U      | 1,41×1017 | 4,47×109  | 0,32                                        | 12,44 kBq/g                                 | Utilisé dans la datation par l'uranium-plomb.                                                                                              |
| 40K       | 3,95×1016 | 1,25×109  | 9,1×10-2                                    | 264,5 kBq/g                                 | Utilisé dans la datation par le potassium-argon                                                                                            |
| 235U      | 2,22×1016 | 7,04×108  | 5,1×10-2                                    | 79,95 kBq/g                                 | Utilisé dans la datation par l'uranium-plomb                                                                                               |
| 146Sm (?) | 3,3×1015  | 1,03×108  | 7,5×10-3                                    |                                             | La demi-vie est discutée, la valeur couramment admise étant possiblement surévaluée.                                                       |
| 244Pu (?) | 2,56×1015 | 8,11×107  | 5,9×10-3                                    | 668 kBq/g                                   | C'est aussi l'ancêtre radioactif du 232Th, qui est donc isotope à la fois primordial et radiogénique                                       |

Notes :
- Les conversions s ↔ années (lorsque non présentes dans les sources) se font sur la base de 1 an = 31556926 secondes, l'âge de l'univers est pris égal à 13,8×109 ans.
- Source pour les valeurs de demi-vie (en années) et date de découverte du caractère radioactif de 48Ca, 76Ge, 82Se, 96Zr, 100Mo, 116Cd, et 150Nd : A. S. Barabash, « Precise half-life values for two-neutrino double-   β   decay », Physical Review C, vol. 81, no 3,‎ 2010 (DOI 10.1103/physrevc.81.035501, lire en ligne)
- Source pour les valeurs de demi-vie et l'activité massique de 40K, 50V, 87Rb, 138La, 144Nd, 147Sm, 176Lu, 187Re, 232Th, 235U, 238U et 244Pu : « NUCLÉIDE-LARA on the web (2016) », sur www.nucleide.org (consulté le 18 novembre 2016)